# Witold Odrobina
Witold Odrobina  (ur. 15 sierpnia 1971, zm. 23 listopada 2021) – polski dziennikarz radiowy i telewizyjny.

## Życiorys

### Radio
Wieloletni dziennikarz RMF FM. Gospodarz wielu audycji między innymi "Szewski kwadrans", "Przykładaniec", "Osada Wirakocza". Po odejściu z RMF FM Marcina Wrony prowadził razem z Marcinem Jędrychem program "JW23". W każde ferie pracował przy Olimpiadzie FM. Prowadził również satyryczną audycję weekendową pod tytułem "Wiódł ślepy kulawego", w którym to programie razem z Jerzym Skoczylasem komentował wydarzenia minionego tygodnia.
W 1999 został sieciowym reporterem rozgłośni. Na antenie RMF FM codziennie pojawiały się jego relacje z różnych miejsc i wydarzeń. Nadawał nie tylko z Krakowa, ale także z wielu zakątków Polski. Był także w specjalnej kapitule, która 1 maja 2006 roku, proklamowała na warszawskim Placu Defilad IV RP oraz był współautorem słynnych prowokacji (np: "prostowanie" krzywej wieży w Toruniu, "Luksusowy" przystanek MPK w Rzeszowie czy "Koncert ciszy" w opolskim Amfitearze). Często brał udział w nietypowych akcjach, np. "porywanie" autobusów z pasażerami i zawiezienie ich do sklepu na darmowe świąteczne zakupy (m.in. w Łodzi i Bielsku-Białej). Relacjonował m.in. Rajd New Zealand, Inwazję Mocy i wiele innych.
Prowadzący wielu koncertów i imprez muzycznych w całej Polsce. Był "etatowym" oblatywaczem żółto-niebieskiego śmigłowca RMF FM, z którego relacjonował nie tylko powódź stulecia w 1997, ale  również wiele innych akcji, od drogowych począwszy, na koncertowo-happeningowych skończywszy (m.in. "Wyścig Spokoju", czy "Inwazje Mocy" i "Koncertowe Lato"). Odszedł z RMF FM w październiku 2006 roku.
Pracował potem w Antyradiu, gdzie razem z Przemysławem Frankowskim, a później (w kwietniu 2008, przez tydzień z Marzeną Rogalską) prowadził poranny program "KurrAnty", i autorski "Wito Pyto". Wcześniej (od 2 stycznia 2007 do 1 stycznia 2008), razem z Przemysławem Frankowskim był gospodarzem audycji pod tytułem "Antyradio Machina". Z Antyradia odszedł 9 maja 2008.
Od maja 2008 do czerwca 2009 był gospodarzem porannej audycji "Po bandzie" w Polskim Radiu Euro. Od listopada 2013 do czerwca 2015 prowadził w dni powszednie program "Odrobina Krakowa" w radiu KRK FM oraz poranny program stacji. Od września 2017 prowadził program "Co niesie dzień" w Radiu Kraków.

### Telewizja
Od kwietnia 2007 na antenie TV4 prowadził program "Czułe Dranie".
Od 21 października 2007 (do zdjęcia programu z anteny) był reporterem programu TVN Studio Złote Tarasy. W styczniu 2008 roku relacjonował na antenie TVN przebieg Wielkiej Orkiestry Świątecznej Pomocy we Wrocławiu, którą po raz pierwszy w historii "wspólnie" pokazywały TVN i TVP.
Na antenie TVN Warszawa prowadził codzienny autorski program pt. "Odrobina Miasta" oraz cotygodniowy magazyn "Serial w wielkim mieście", oraz np. wakacyjny, wyjazdowy program rozrywkowo-poradniczy pt. "Dwa dni wolnego", pokazujący mniej znane zakątki Polski oraz formy weekendowej aktywności. Od września 2011 roku na antenie TVN Turbo prowadził program "Odrobina Polski".
Współpracował także z kanałem TVN Discovery Historia. W 2017/18 dla Wirtualnej Polski oraz WP.TV prowadził cykl "Odrobina Więcej Polski" w którym realizował różne tematy: społeczne, komunikacyjne i interwencyjne z kraju z tym relacje LIVE. Współpracował z TVN TURBO, gdzie zajmował się motoryzacją oraz tworzył materiały dla małopolska.telewizja.pl. Bardzo często prowadził koncerty, eventy, konferencje i spotkania, brał udział w tworzeniu spotów reklamowych, oraz materiałów TV, video, był aktywnym lektorem i konferansjerem.
Zmarł 23 listopada 2021 w wieku 50 lat. Urna z prochami została złożona 30 listopada 2021 na cmentarzu parafialnym w Brzeziu.